# Messerschmitt Me 209
Messerschmitt Me 209 ist eine Bezeichnung für zwei unterschiedliche Flugzeuge der Messerschmitt AG. Die erste Me 209 war ein reines Rennflugzeug aus dem Jahre 1938 und wurde aus Propagandagründen in Me 109 R umbenannt. Die zweite Version war eine erfolglose Weiterentwicklung der Bf 109 aus dem Jahre 1943.

## Rekordflugzeug Me 209

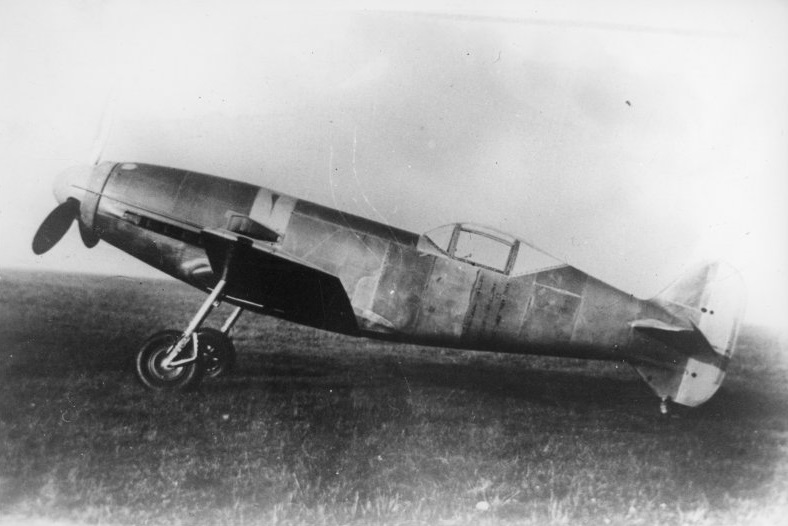
Messerschmitt Me 209 V1

Die Me 209 wurde speziell zur Erringung des absoluten Geschwindigkeits-Weltrekordes konstruiert und gebaut. Konstruktionsleiter war Robert Lusser. Die Projektbezeichnung lautete P 1059.
Die Maschine war ein einsitziger Tiefdecker mit Einziehfahrwerk und ungewöhnlich weit hinten liegender Kabine. Das Flugzeug konkurrierte mit der als Jagdflugzeug entworfenen und für Rekordzwecke umgebauten Heinkel He 100. Der Erstflug der Me 209 V1 fand am 1. August 1938 in Augsburg-Haunstetten durch Hermann Wurster statt, wobei sich zeigte, dass die Maschine sehr schwierig zu fliegen war.
Die Rekordmotoren Daimler-Benz DB 601 erreichten eine Leistung von 1325 kW (etwa 1800 PS), hatten jedoch bei voller Leistung nur wenige Minuten Lebensdauer. Für eine Minute standen sogar bis zu 2300 PS zur Verfügung. Zur Motorkühlung kam ein neuartiger Verdampfungskühler zum Einsatz, um den Luftwiderstand herkömmlicher Kühler auszuschalten. Diese Kühlung verbrauchte jedoch bis zu neun Liter Kühlwasser pro Minute. Es waren 450 Liter Kühlflüssigkeit an Bord. Eine vorgesehene Oberflächenkühlung über die Außenhaut ließ sich nicht betriebssicher gestalten.
Am 26. April 1939 stellte Werkspilot Fritz Wendel mit der präparierten Me 209 V1 (D-INJR) einen neuen absoluten Geschwindigkeits-Weltrekord von 755,14 km/h auf. Um in der Öffentlichkeit den Anschein zu erwecken, die Maschine sei eine Variante des Standardjagdflugzeugs der Luftwaffe, der Messerschmitt Bf 109, entschied das Propagandaministerium unter der Leitung von Joseph Goebbels, die Rekordmaschine gegenüber der Fédération Aéronautique Internationale (FAI) „Me 109 R“ zu nennen. Erst 30 Jahre später, am 16. August 1969, wurde mit einer erheblich modifizierten F8F-2 Bearcat eine neue Rekordgeschwindigkeit von 777 km/h für kolbenmotorgetriebene Flugzeuge erreicht. Der Rekord steht heute bei 850,24 km/h, aufgestellt am 21. August 1989 ebenfalls mit einer modifizierten Grumman Bearcat.

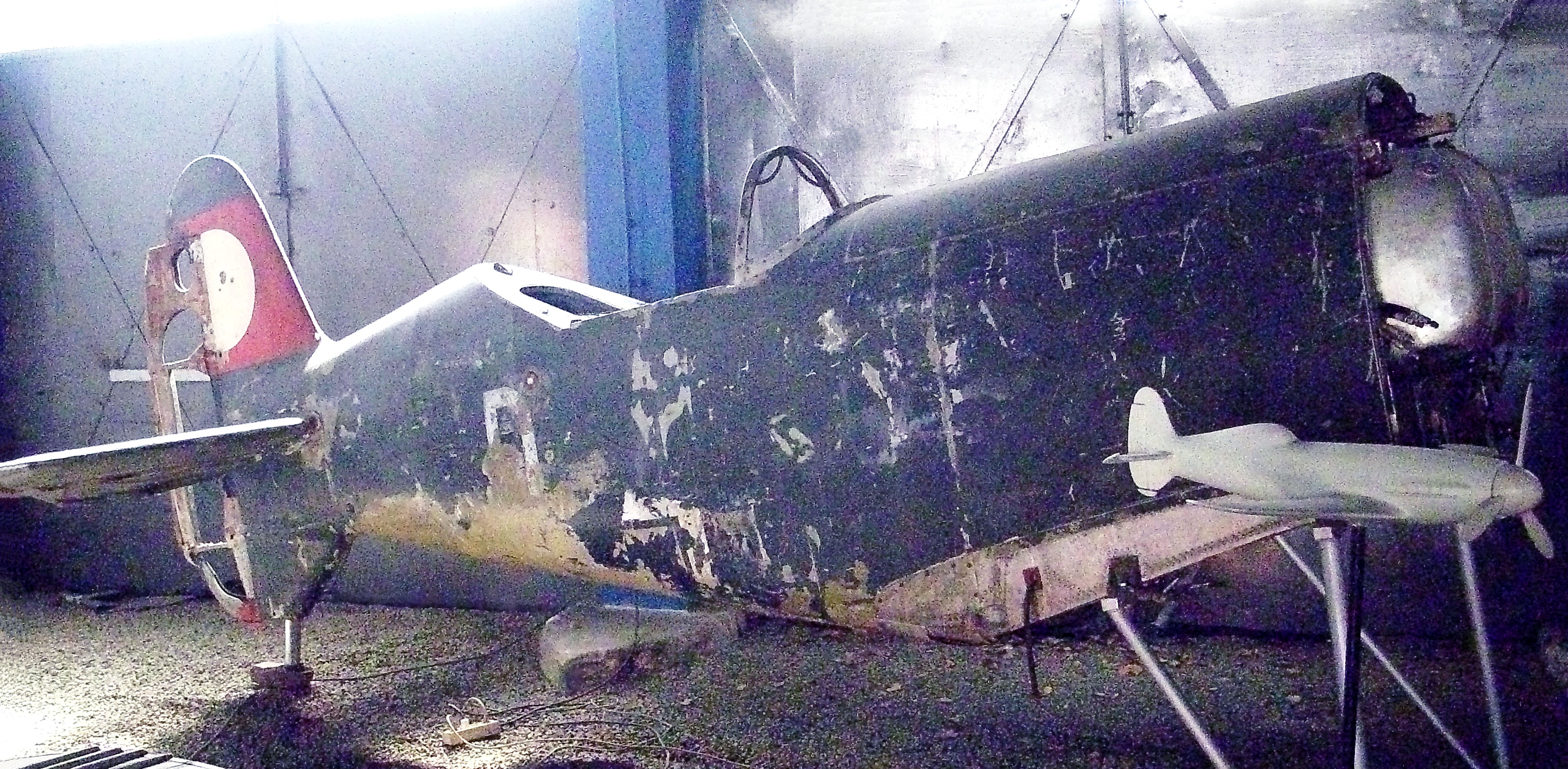
Me 209 V1 im polnischen Luftfahrtmuseum in Krakau

Teile dieses ersten Prototyps Me 209 V1 befinden sich heute im Muzeum Lotnictwa Polskiego in Krakau.
Ursprünglich war tatsächlich vorgesehen, auf Grundlage des Typs ein Jagdflugzeug zu entwickeln; aufgrund des verwendeten Kühlsystems, der Oberflächenkühlung, und der daraus resultierenden Probleme wie Undichtigkeiten und Verzug der Beplankung wurde diese jedoch verworfen. Die Verwendung herkömmlicher Kühler und der Einbau von Bordwaffen brachten den Typ wieder in den Geschwindigkeitsbereich vorhandener Jagdflugzeuge. Daraufhin wurde das Projekt eingestellt.

## Me 209 als Weiterentwicklung der Bf 109

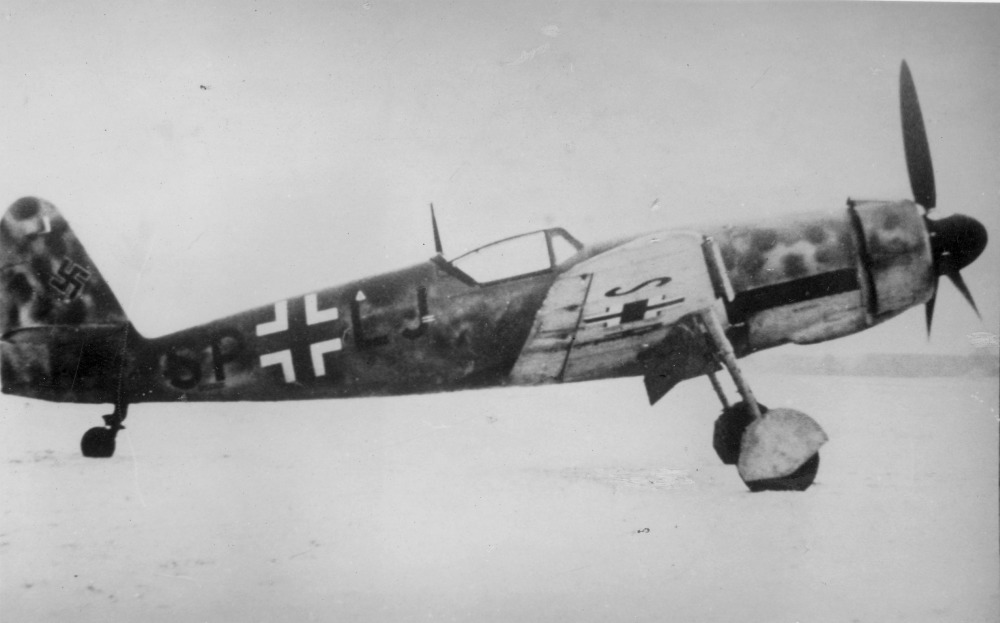
Messerschmitt Me 209 V5

Im Jahre 1943 stellte Messerschmitt eine Weiterentwicklung der Bf 109 vor: Sie sollte die Zelle der Bf 109G mit vergrößertem Heckleitwerk und Tragflächen, einem verbreiterten Fahrwerk und einem stärkeren Motor verbinden. Der erste Prototyp, die Me 209 V5, wurde mit einem 1900 PS leistenden Daimler-Benz DB 603G ausgestattet und flog erstmals am 3. November 1943. Diese Me 209 V5 hat nichts mit den Me 209 V1 bis V4 zu tun, die vorher bei Messerschmitt entstanden. Die Nummer „209“ wurde gewählt, um gegenüber dem RLM den Anschein zu erwecken, es handele sich nur um eine weitere Me 209, nicht um eine kaum mehr genehmigte komplette Neuentwicklung, welche die Me 209 V5 aber war. Genau diese brauchte Messerschmitt aber, um nach der gescheiterten Me 309 und dem ungewissen Ausgang der Triebwerksfrage der Me 262 einen leistungsfähigen Jäger als Nachfolger für die Bf 109 anbieten zu können. Mit der Fw 190 D zeichnete sich ein sehr ernst zu nehmender Konkurrent ab. Die Me 209 V6 bekam mit dem Junkers Jumo 213 E einen anderen Motor, da der DB 603 nicht in ausreichender Stückzahl zur Verfügung stand.
Das Ziel der Weiterentwicklung war die Ablösung der nicht mehr leistungsgerechten Bf 109 und Focke-Wulf Fw 190. Konkurrenzprodukte zur Me 209 waren kurzzeitig der Entwurf Focke-Wulf Ta 153 und vor allem die Focke-Wulf Fw 190 D. Wesentliche Kriterien waren Leistungsdaten, Bewaffnung und vor allem eine möglichst problemlose Umstellung der Fertigungsbetriebe. Nachdem eine Entscheidung zuungunsten der Me 209 am 17. August 1943 feststand, wurde am 29. Oktober 1943 die höchste Priorität für Messerschmitt auf die Me 262 gelegt. Nach weiteren Interventionen beider Seiten wurde das Projekt schließlich am 14. Dezember 1943 endgültig gestoppt. Lediglich mit der V5 und V6 durften noch einige Versuche durchgeführt werden.

## Technische Daten
| Kenngröße             | Daten Me 209 V5 |
| --------------------- | --- |
| Besatzung             | ein Pilot |
| Länge                 | 9,24 m |
| Spannweite            | 10,95 m |
| Höhe                  | 4,00 m |
| Flügelfläche          | 17,2 m² |
| Flügelstreckung       | 7,0 |
| Leermasse             | 3339 kg |
| Startmasse            | 4085 kg |
| Antrieb               | 1 × DB 603G, 1397 kW (1900 PS)                                                                                     |
| Höchstgeschwindigkeit | 678 km/h |
| Dienstgipfelhöhe      | 11.000 m |
| Reichweite            | k. A. |
| Bewaffnung            | 1 × 30-mm-Kanone MK 108 (60–65 Schuss, durch die Propellernabe feuernd), 2 × 13-mm-MG MG 131 in den Flächenwurzeln |